# Michelangelo Buonarroti

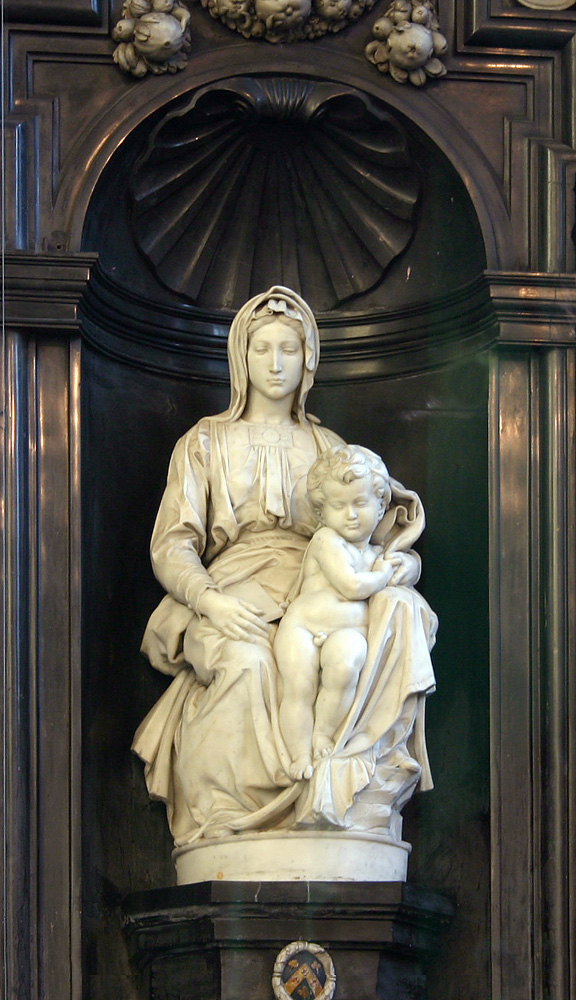
Madonna met Kind in de Onze-Lieve-Vrouwekerk te Brugge.

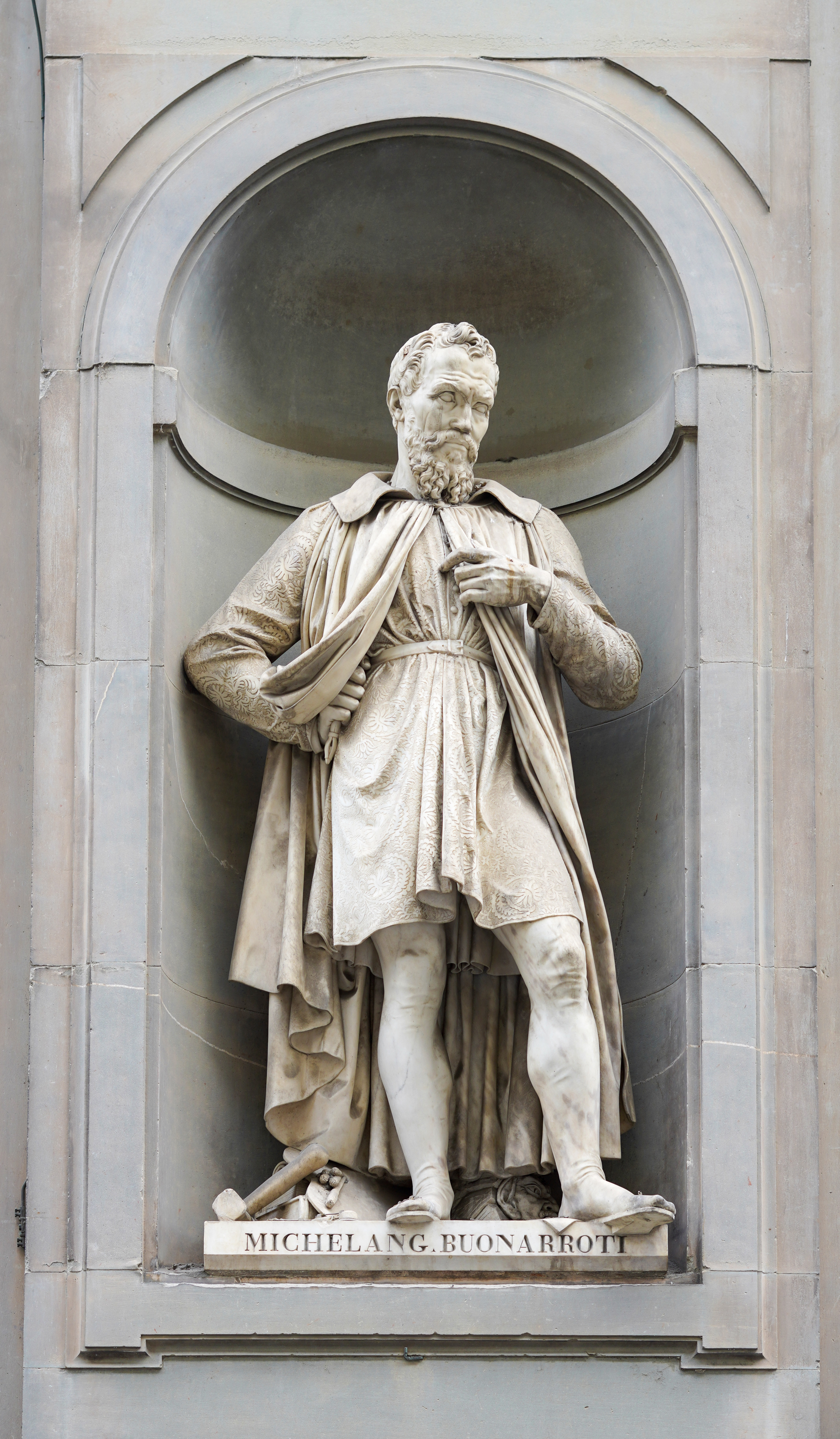
Een standbeeld van Michelangelo aan de buitenkant van het Uffizi, Florence

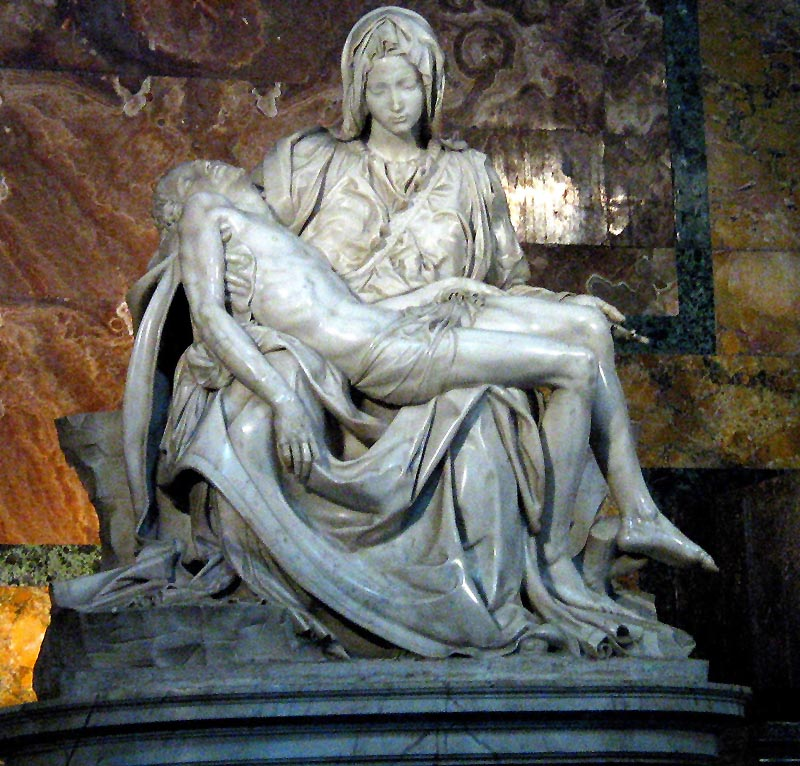
Michelangelo Buonarroti, Pietà, 1499, Sint Pieter, Rome, hoogte 174 cm

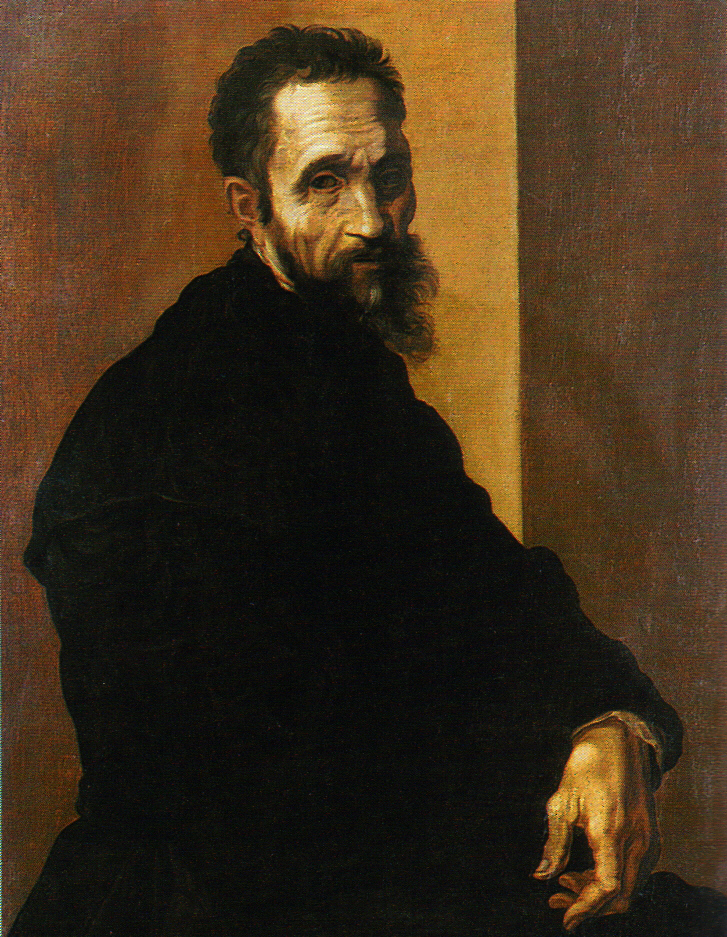
Portret van Michelangelo door Jacopo del Conte (Metropolitan Museum of Art in New York)

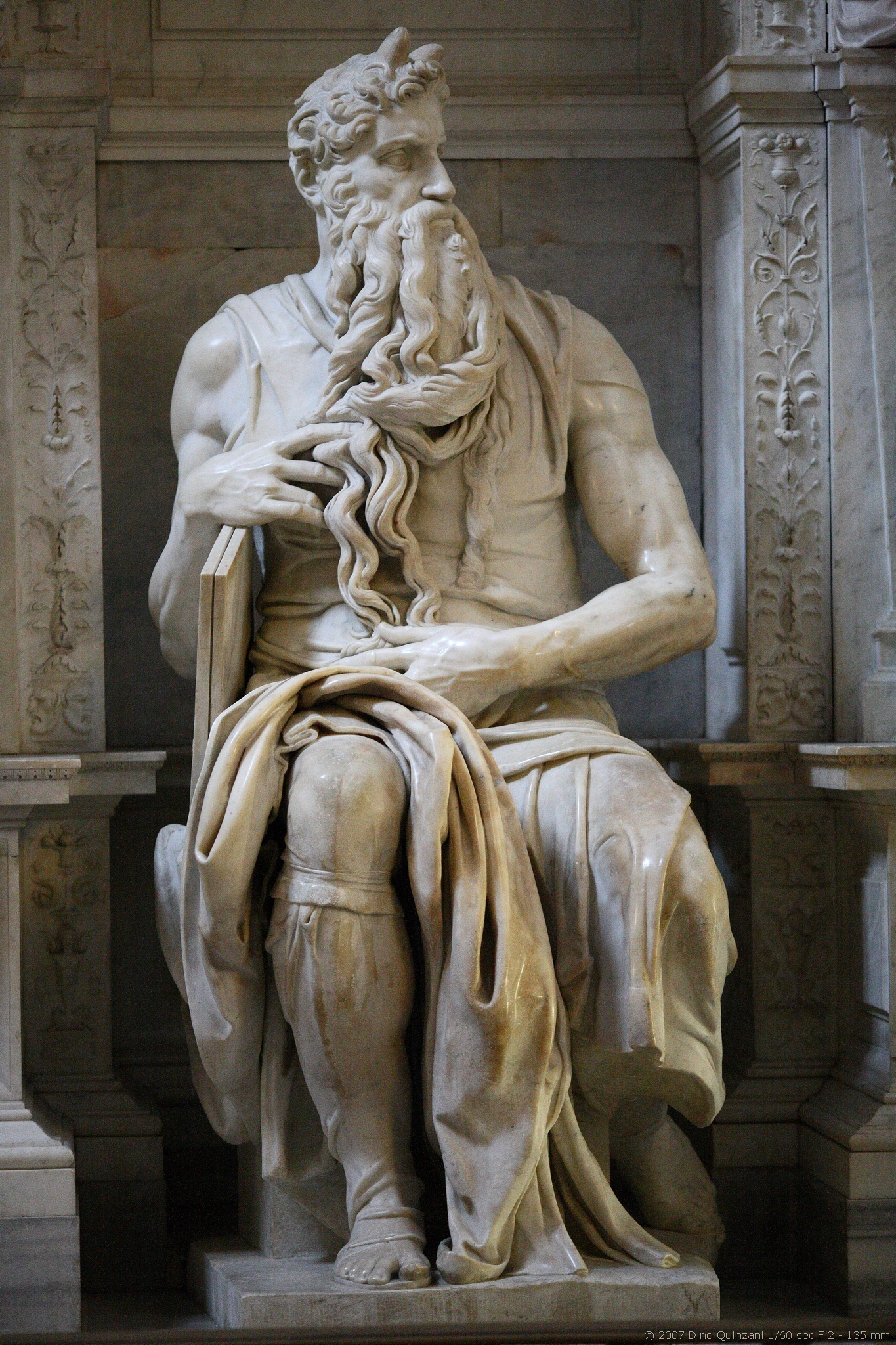
Michelangelo's standbeeld van Mozes, graftombe van paus Julius II in de San Pietro in Vincoli kerk te Rome

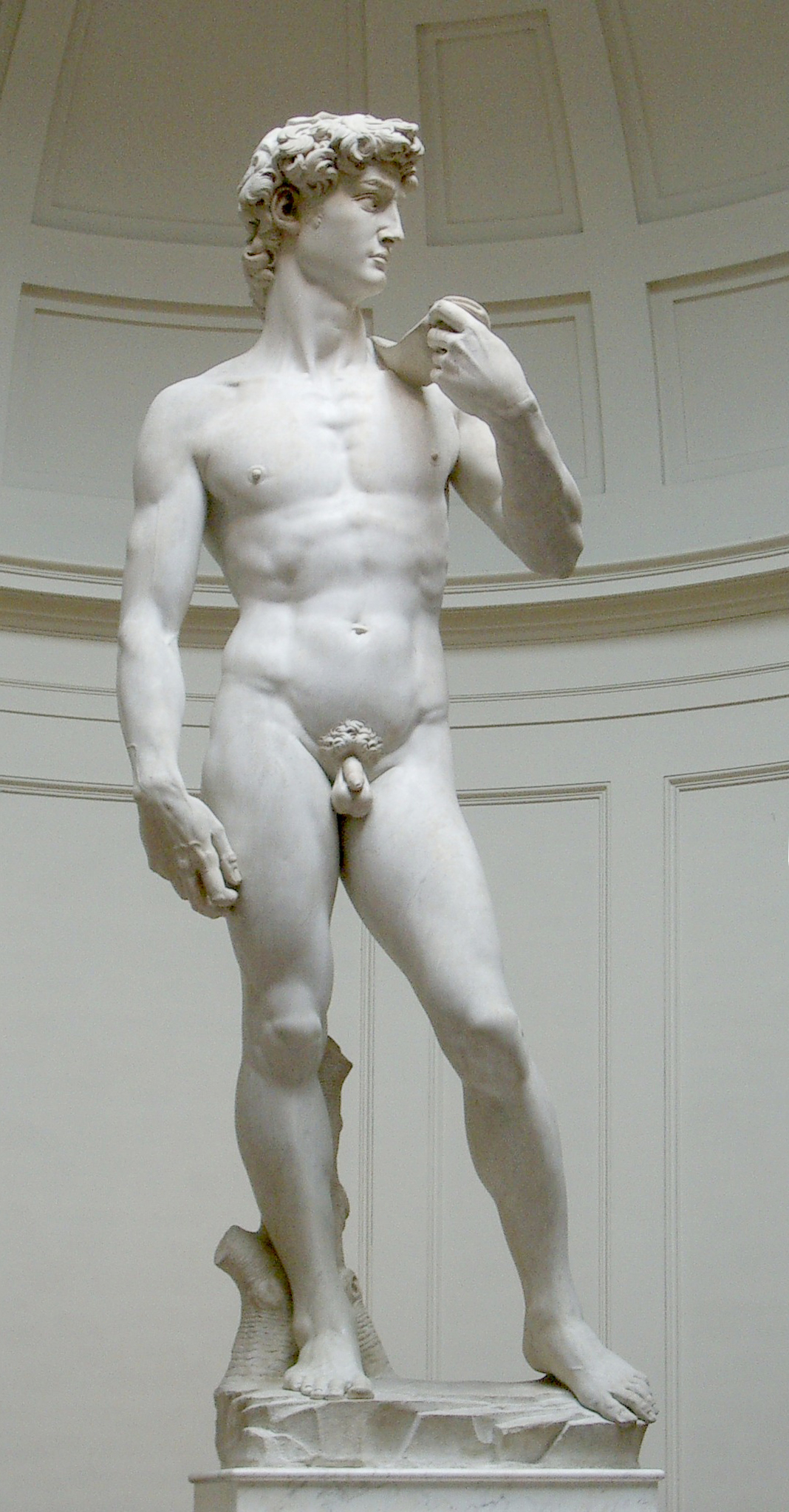
David in Galleria dell'Accademia, Florence

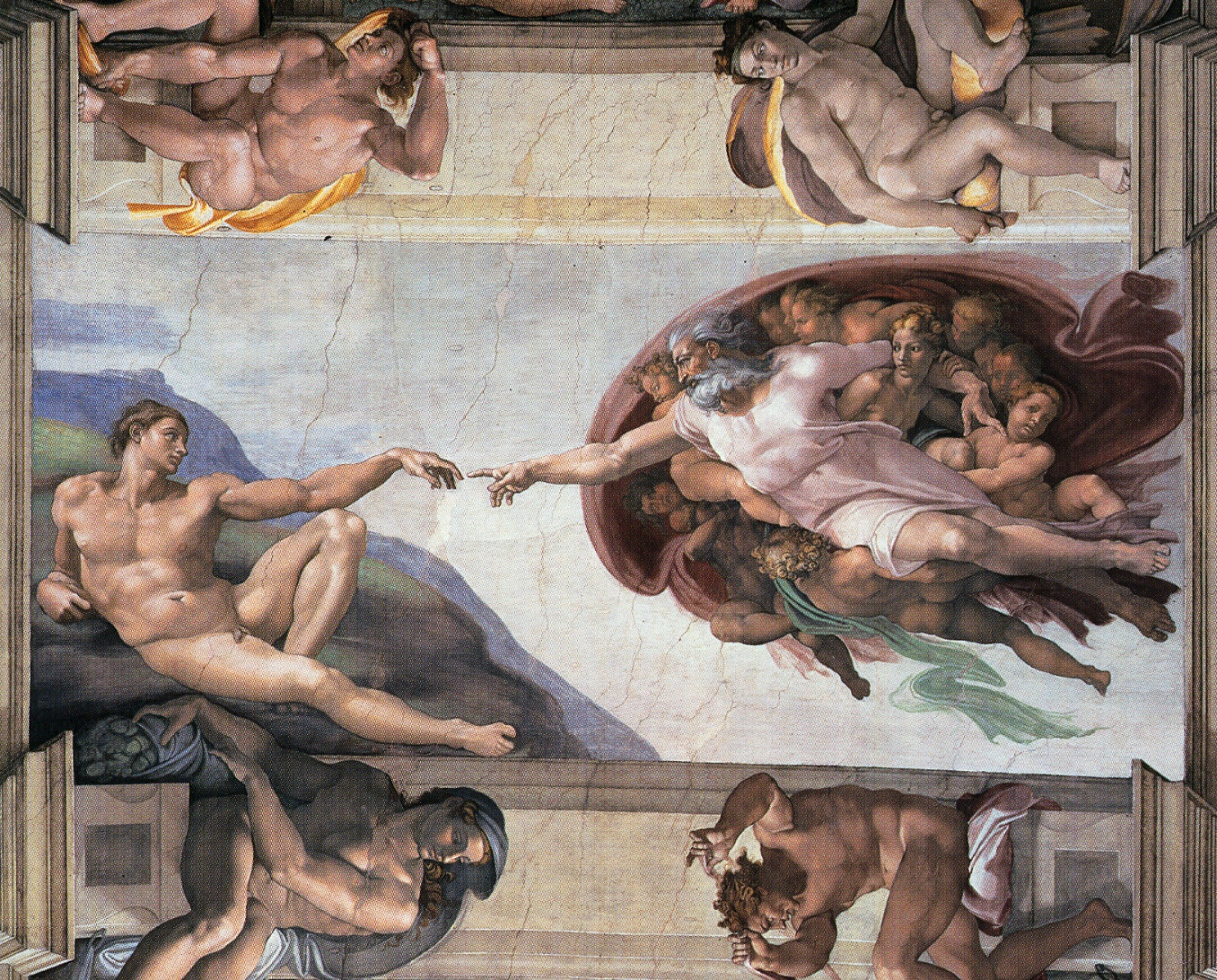
De schepping van Adam, Sixtijnse Kapel, Vaticaanstad

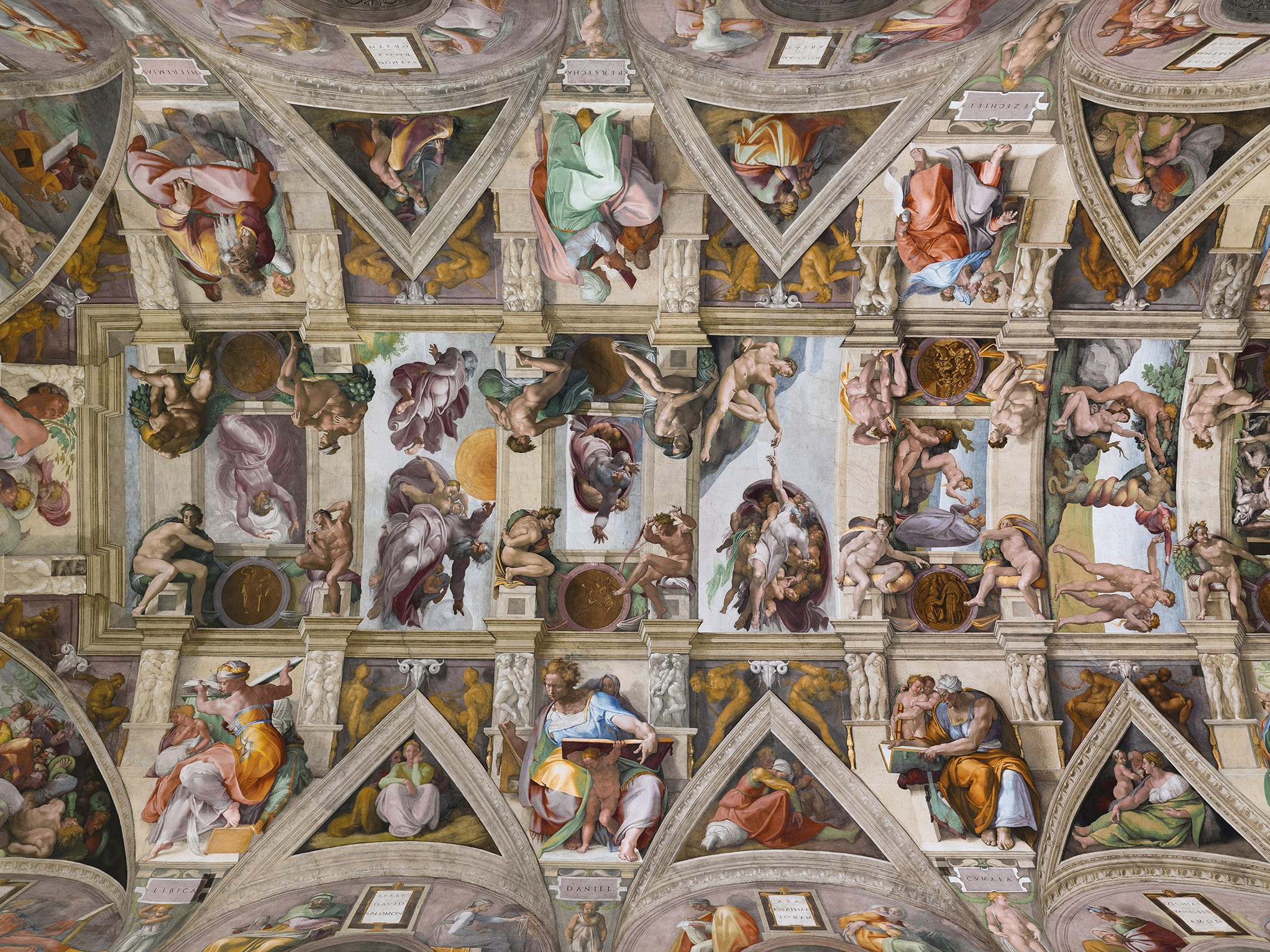
Het plafond van de Sixtijnse Kapel

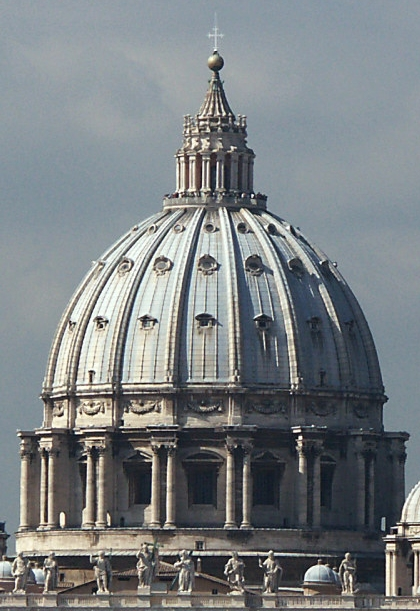
Koepel van de Sint-Pietersbasiliek in Vaticaanstad

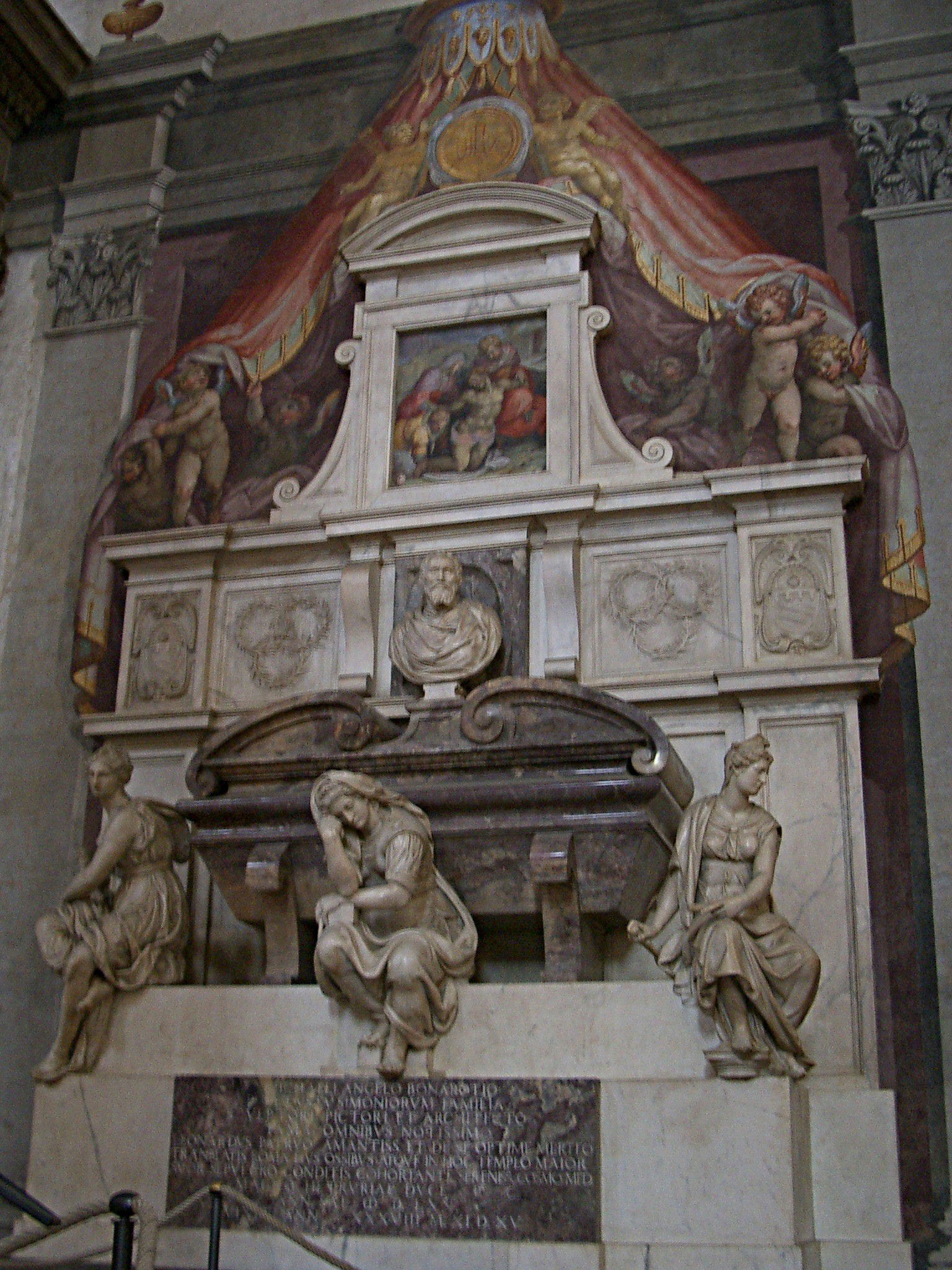
Michelangelo's graftombe in de Santa Croce (Florence)

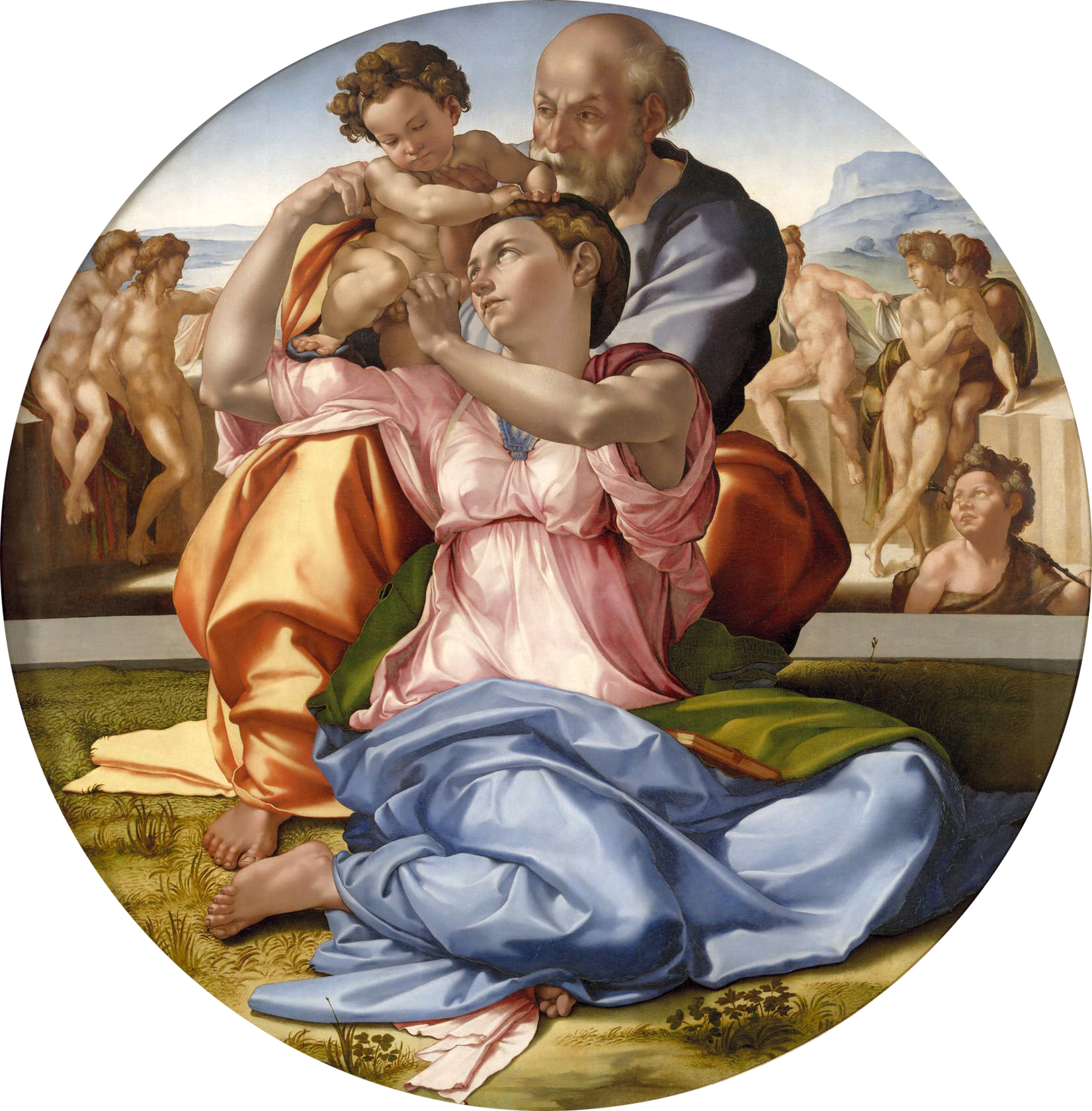
Tondo Doni, Uffizi, Florence

Michelangelo di Lodovico Buonarroti Simoni, beter bekend onder zijn moderne voornaam Michelangelo (uitspraak: [mikeˈlandʒelo]; Caprese, 6 maart 1475 – Rome, 18 februari 1564), was een Italiaans kunstschilder, beeldhouwer, architect en dichter. Hij wordt beschouwd als een van de belangrijkste kunstenaars uit de Italiaanse renaissance.

## Biografische bronnen
Nog tijdens Michelangelo's leven ontstonden diverse biografieën over hem, wat zeer uitzonderlijk kan worden genoemd. De eerste, van de humanist Paolo Giovio, schilderde hem af als een genie en een wildeman. Giorgio Vasari nam zijn goede vriend Michelangelo als enige levende kunstenaar op in Le Vite (1550), waarin hij hem presenteerde als het orgelpunt van de renaissance. Hoewel ongetwijfeld geflatteerd, voelde Michelangelo de behoefte om zijn eigen versie te geven, een project dat gestalte kreeg via de pen van zijn leerling Ascanio Condivi. Uit dit werk putte Benedetto Varchi voor de lijkrede van Michelangelo in 1564. Ook Vasari maakte gebruik van Condivi om Michelangelo's levenbeschrijving te herwerken voor de tweede editie van Le Vite (1568). Deze biografie was de meest volledige en gold lange tijd als quasi-officieel.
Voorts zijn meer persoonlijke gegevens te vinden in Michelangelo's circa driehonderd gedichten (Rime) en in de bijna vijfhonderd brieven die van hem zijn bewaard.

## Leven

### Jeugd in Florence (1475-1494)
De vader van Michelangelo, Lodovico di Leonardo Buonarroti Simoni, stamde af van een welvarende koopmansfamilie uit Florence. Michelangelo werd niet in die stad geboren, maar in Caprese, omdat Lodovico daar namens de Florentijnse Republiek gedurende zes maanden het ambt van podestà uitoefende. Enkele weken na de geboorte keerde het gezin terug naar Florence. Michelangelo werd toevertrouwd aan de zorgen van een min in Settignano. Omdat de min getrouwd was met een steenhouwer, grapte Michelangelo later dat hij de liefde voor de beeldhouwkunst reeds met de melk van zijn min ingegoten had gekregen. Zijn moeder overleed toen hij zes jaar oud was.
Michelangelo werd naar school gestuurd bij Francesco di Urbino, maar hij bracht zijn tijd liever door met tekenen. Zijn uitzonderlijke talenten bleken reeds op jonge leeftijd. Zijn vader had aanvankelijk weinig begrip voor de plannen van zijn zoon. De sociale status van het kunstenaarsberoep was niet hoog. Toch zette Michelangelo zijn plannen door. Dankzij de vijf jaar oudere Francesco Granacci kon hij oefenen naar werk van Domenico Ghirlandaio en mocht hij zelfs meehelpen aan diens schilderopdrachten. Vanaf 1487 was hij betrokken bij de Aanbidding der wijzen voor het Ospedale degli Innocenti. Het volgende jaar ging hij officieel in de leer bij deze meester, maar diens harde hand en Michelangelo's voorkeur voor beeldhouwkunst deden hem uitkijken naar een andere werkplek.
Opnieuw door toedoen van Granacci kon Michelangelo vanaf 1490 of 1491 terecht in de Beeldentuin van San Marco (Ortum Laurentii) onder bescherming van de roemruchte Lorenzo I de' Medici, genaamd Il Magnifico (de prachtlievende). Zo had hij toegang tot de oudheidkundige verzameling in de tuin bij het klooster San Marco. Hij kon er nog enige tijd studeren onder de begaafde maar bejaarde Bertoldo di Giovanni, voormalig pupil van Donatello. Hoewel de gloriejaren al voorbij waren, bleef het een vrije opleiding die een gezonde rivaliteit tussen de leerlingen aanmoedigde. Dit ontspoorde in een ruzie met Pietro Torrigiano, die Michelangelo in de Brancaccikapel een neusbreuk sloeg met blijvende gevolgen. Dankzij de autobiografie van Benvenuto Cellini weten we dat Torrigiano zich in zijn recht voelde omdat Michelangelo met zijn tekeningen had gelachen en dat hij later trots bleef op zijn daad. 
De sculptuuropleiding omvatte vooral disegno. Het eigenlijke beeldhouwen uitte zich hoofdzakelijk in reliëfs. Tot dit genre behoren de eerste werken die met voldoende zekerheid aan Michelangelo zijn toe te schrijven, waaronder de Madonna della scala en de Strijd van de centauren. Lorenzo de' Medici nodigde de jonge kunstenaar uit aan zijn tafel en liet hem kennismaken met zijn zonen, voor wie hij later opdrachten zou uitvoeren. Intellectueel verkeerde Michelangelo er in kringen van vooraanstaande geleerden en dichters als Marsilio Ficino en Angelo Poliziano.

### Bologna (1494-1495)
Na de dood van Lorenzo de' Medici in 1492 kwam Florence in de greep van de Dominicaanse monnik Girolamo Savonarola. Savonarola was fel gekant tegen pracht en praal in de kunsten en hierdoor bepaalde hij het culturele klimaat in de stad. Michelangelo ontvluchtte zijn stad en vertrok naar Bologna. Daar trok hij voor een jaar in bij de adellijke Gianfrancesco Aldrovandi. In Bologna schiep de inmiddels twintigjarige Michelangelo de Engel met kandelaar en de beelden van Sint Proculus en Sint Petronius voor de Sint-Petroniusbasiliek.
Niet alleen de liefde voor de beeldende kunst verbond Michelangelo met de edelman, maar ook die voor de literatuur. Michelangelo las Aldrovandi voor uit het werk van de beroemde Toscaanse dichters Dante Alighieri, Giovanni Boccaccio en Francesco Petrarca. Michelangelo's eerste verzen, die een paar jaar later ontstonden, laten vooral de invloed van Petrarca zien.

### Florence en eerste verblijf in Rome (1495-1500)
Eind 1495 keerde Michelangelo terug naar Florence, waar de broers Lorenzo di Pierfrancesco de' Medici en Giovanni de' Medici il Popolano hem weer opnamen in de Beeldentuin. Voor Lorenzo di Pierfrancesco maakte hij een standbeeld van Johannes de Doper (verloren), alsook een Slapende Cupido die als Romeins antiek werd verkocht: om de prijs op te drijven, moest Michelangelo het beeld zo beschadigen en toetakelen alsof het juist uit de aarde kwam. Via een tussenpersoon kwam het in handen van de machtige kardinaal Raffaele Riario, die er niet lang over deed om te beseffen dat hij was opgelicht, maar ondanks zijn woede ook de kwaliteit van de vervalsing onderkende. Hij liet de maker opsporen en bood hem aan in zijn dienst te treden.
Michelangelo liet deze kans niet liggen en kwam in juni 1496 aan in Rome. De enorme antieke kunstschatten daar oefenden een heel sterke aantrekkingskracht uit op hem. De jonge meester nam leerlingen in dienst, maar had het in Rome niet gemakkelijk. Het marmeren beeld Bacchus dat hij voor Riario maakte, viel niet in de smaak en werd geweigerd. Het zou later worden opgepikt door de bankier Jacopo Galli. Michelangelo's meesterwerk van deze periode is de beroemde Pietà, besteld door de Franse kardinaal Jean Bilhères de Lagraulas en nu opgesteld in de Sint-Pietersbasiliek. Hij reisde ervoor naar Carrara en knoopte tijdens de weken van zijn verblijf belangrijke relaties aan met de steenkappers. Het marmerblok voor de Pietà bleek dan ook perfect te zijn, zonder aders of zwarte delen. Het resultaat vestigde de naam van de kunstenaar en bevredigde hem zozeer dat hij voor de eerste en de enige keer van zijn leven zijn werk signeerde. Het thema komt later nog drie keer terug in zijn werk, met beeldengroepen in Florence en Milaan.

### Terug in Florence (1501-1505)
Onder druk van zijn vader keerde Michelangelo in 1501 terug naar Florence, waar het politieke klimaat sterk was verbeterd. Er brak een vruchtbare periode aan voor Michelangelo waarin hij belangrijke opdrachten uitvoerde. Kardinaal Francesco Todeschini Piccolomini bestelde vijftien standbeelden voor de familiekapel in de Kathedraal van Siena, wat moeilijk vorderde. Michelangelo gaf prioriteit aan zijn beroemde David voor het wolwerkersgilde. Dit reusachtige werk was bedoeld voor de Kathedraal van Florence, maar toen bleek dat het er niet binnen kon, werd het na zorgvuldige afweging voor het Palazzo Vecchio geplaatst. De onthulling in september 1504 was een publiekstriomf. Ondertussen was hij begonnen aan een prestigieuze schilderopdracht voor de raadzaal van het Palazzo Vecchio: hij en Leonardo da Vinci moesten elk een groot fresco maken van een veldslag gewonnen door de Florentijnen. Beducht om zich te meten met de grote Leonardo, trok Michelangelo  zich in de herfst van 1503 gedurende maanden terug in het gasthuis van Sant'Onofrio om te werken aan het karton van de Slag bij Cascina. In deze periode werkte hij ook de Madonna met Kind af voor de gebroeders Mouscron, Vlaamse lakenhandelaren die zich in Florence hadden gevestigd. Het fresco en de Siënese beelden schoten erbij in toen de paus zelf, Julius II, hem naar Rome riep voor een kolossaal grafmonument.

### Paus Julius II
In 1505 werd Michelangelo door paus Julius II naar Rome gehaald om diens grafmonument te ontwerpen en uit te voeren. Dit project werd met verscheidene onderbrekingen en aanpassingen pas in 1545 voltooid, 32 jaar na het overlijden van de paus. Oorspronkelijk moest het een vrijstaand, groots monument worden met 40 gebeeldhouwde figuren. In sterk afgeslankte vorm is het nu in de kerk van San Pietro in Vincoli te Rome te zien. Het beeld van Mozes (ca. 1516) is daarvan het bekendste onderdeel, maar ook de zes beroemde zogenaamde Slaven (Galleria dell'Accademia, Florence en het Louvre, Parijs) waren voor deze tombe bedoeld. De opdracht van de paus voor fresco's op het plafond van de Sixtijnse Kapel in Rome leidde tot Michelangelo's beroemdste schilderwerken. De Schepping van Adam is het beroemdste onderwerp op het plafond. Hoewel deze fresco's nu tot zijn bekendste werk behoren, beschouwde Michelangelo zichzelf eerder als een beeldhouwer dan als een schilder.

### Eerste architectonische opdrachten
De eerste architectonische opdracht die Michelangelo kreeg, betrof het decoreren van de onbewerkt gebleven façade van de San Lorenzobasiliek in Florence. Hij werkte in opdracht voor paus Leo X. Lang nadat Michelangelo het eerste ontwerp had ingeleverd, trok de paus zich in 1520 echter terug uit het project. Beter ging het met de planning van de Biblioteca Medicea Laurenziana in opdracht van paus Clemens VII in 1524. De bibliotheek herbergt de waardevolle handschriftencollectie van de Medici.

### Laatste dertig jaar in Rome
In 1534 vestigde Michelangelo zich definitief in Rome, waar hij de laatste dertig jaar van zijn leven doorbracht. Na de dood van Clemens VII nam de nieuwe paus Paulus III Michelangelo onmiddellijk in dienst. Hij bevond zich toen op het toppunt van zijn roem. In 1535 werd Michelangelo opnieuw benaderd voor een schilderopdracht in de kapel. Deze keer moest de muur achter het altaar beschilderd worden met Het Laatste Oordeel. Het fresco werd in 1541 voltooid.
Vanwege het grote Westers Schisma in de 14e eeuw was de pauselijke kerk in vergevorderde staat van verval. Halverwege de 15e eeuw maakte men onder paus Nicolaas V plannen voor uitbreiding van de Sint Pieter. Het was paus Julius II die vijftig jaar later tot nieuwbouw besloot en bij wie ook Michelangelo in dienst was. Hij was intussen al de zevende architect van het project. Hij keerde terug naar het oorspronkelijke plan van Donato Bramante, die een symmetrische ronde koepel voor ogen had. Het project werd pas na Michelangelo's dood voltooid.
Michelangelo ontwierp ook het plein en de trap van Piazza del Campidoglio te Rome.

### Dood
Michelangelo stierf op 18 februari 1564 in Rome, enkele weken voor zijn 89e verjaardag. Zijn laatste woorden werden door Vasari opgetekend: 
"Ik geef mijn ziel terug in de hand van God, mijn lijf aan de aarde en mijn bezit aan mijn familie."
Zijn kunstwerken brachten hem tijdens zijn leven al zoveel roem, dat men hem met Giorgio Vasari wel Il divino Michelangelo, de goddelijke Michelangelo noemde. Zijn werk wordt als groots en uitzonderlijk betiteld en geldt als het hoogtepunt van de Italiaanse renaissancekunst.
Michelangelo ligt begraven in een door zijn goede vriend Vasari ontworpen praalgraf, in de Basilica di Santa Croce te Florence.

## Liefde
Liefde was zeer belangrijk in het oeuvre en leven van de kunstenaar. Zijn werken belichamen de liefde voor de goddelijke schepping, zowel in het marmer, de schilderkunst als in de mannelijke schoonheid. Over Michelangelo's privéleven vermelden vele bronnen één naam. Zijn grote liefde zou Tommaso dei Cavalieri geweest zijn. Verder onderhield Michelangelo een vriendschap met Vittoria Colonna, met wie hij een regelmatig briefcontact had. Michelangelo was veel ouder dan zijn adellijke aanbidder Tommaso, maar zijn liefde blijkt uit de vele romantische gedichten en sonnetten die Michelangelo aan hem opdroeg. In het strenge Vaticaan waren vele van zijn werken controversieel, ze zouden soms te expliciet geweest zijn. De David groeide uit tot een symbool van de westerse beeldhouwkunst. Adam en David zijn de goddelijke volmaakte schepping en getuigen van Michelangelo's aanbidding voor het mannelijke lichaam. Michelangelo zelf is nooit gehuwd geweest en bleef trouw aan zijn liefde voor de kunst.

## Werken

### Beeldhouwwerk
- Madonna della scala, ca. 1491, Casa Buonarroti, Florence
- Strijd van de centauren, 1492, Casa Buonarroti, Florence
- Crucifix, 1492, in de sacristie van de Santo Spirito in Florence
- Beelden Sint Proculus en Sint Petronius en een engel op de graftombe van Sint Dominicus in Bologna, 1494 en 1495
- Bacchus, 1497, Bargello, Florence.
- Pietà, tussen 1498 en 1499, Sint Pieter, Vaticaanstad.
- Madonna met kind, tussen 1501-1504, Onze-Lieve-Vrouwekerk, Brugge.[14]
- David, circa 1501-1504, Galleria dell'Accademia, Florence
- Tondo Pitti, 1503, Bargello, Florence
- Beelden van Paulus en Petrus op het Piccolomini-altaar in de Kathedraal van Siena, 1503 en 1504
- Tadei Tondo, tussen 1504 en 1506, Royal Academy of Arts, Londen
- Matteüs, 1505, Galleria dell'Accademia, Florence
- Mozes, tussen 1513 en 1516, San Pietro in Vincoli, Rome
- Rebellerende Slaaf en Stervende Slaaf, tussen 1513 en 1516 Louvre, Parijs
- Cristo della Minerva, tussen 1515 en 1521, Santa Maria sopra Minerva, Rome
- Nieuwe Sacristie in de San Lorenzo met beelden van Giuliano de' Medici, de Dag, de Nacht, Lorenzo de'Medici, de Ochtend, de Avond, De Medici Madonna, tussen 1519 en 1534, Florence
- Jonge Slaaf, Atlas Slaaf, Bebaarde Slaaf en Ontwakende Slaaf, tussen 1520 en 1523, Galleria dell'Accademia, Florence
- David-Apollo, 1530, Bargello, Florence
- Hurkende jongen, tussen 1530 en 1534, Hermitage in Sint-Petersburg
- De Overwinning, tussen 1532 en 1534, Palazzo Vecchio, Florence
- Brutus, 1540, Bargello, Florence
- Florence Pietà, tussen 1547 en 1553, Museo dell'Opera del Duomo, Florence
- Rondanini Pietà 1550 tot 1564, Castello Sforzesco, Milaan

### Schilderwerken en fresco's
- De Verzoeking van de H. Antonius, 1487-1488, Kimbell Art Museum, Fort Worth, Texas
- Madonna met kind en St.-Johannes en de engelen, circa 1497, National Gallery in Londen
- De Graflegging, tussen 1500-1501, National Gallery in Londen
- Tondo Doni, circa 1504, Uffizi, Florence
- Slag bij Cascina, 1505-1506, onvoltooid en verloren
- Plafond van de Sixtijnse Kapel, Vaticaanstad, tussen 1508 en 1512
- Het laatste oordeel in de Sixtijnse Kapel, voltooid in 1541
- De bekering van Paulus, tussen 1542 en 1545, Cappella Paolina, Vaticaanstad
- De kruisiging van Petrus, tussen 1546 en 1550, Cappella Paolina, Vaticaanstad

### Architectuur
- Biblioteca Medicea Laurenziana, Florence, 1525
- Piazza del Campidoglio, Rome, 1536–1546
- Koepel van de Sint-Pietersbasiliek, Rome, 1546–1564
- Santa Maria degli Angeli e dei Martiri, Rome, 1561
- Porta Pia, Rome, 1564

### Poëzie
- Rime (onder meer sonnetten en epigrammen)

## Trivia
- Michelangelo stond afgebeeld op een Italiaans bankbiljet van 10.000 lire, uitgegeven in 1962.
- Benjamin Britten bundelde een aantal sonnetten tot Zeven sonnetten van Michelangelo, een liederencyclus voor zijn levensgezel Peter Pears.